# دریاچه طبیعی قالغانلو
قالغانلو زیباترین و کوچکترین دریاچه طبیعی شمالغرب ایران است.
برکهٔ قالغانلو برکه‌ای فصلی به وسعت ۳۵۰۰ مترمربع در شرق روستای خان‌کندی شهرستان گرمی مغان استان اردبیل می‌باشد که از ذوب شدن تدریجی برفهای کوه قبله داشی پدیده آمده و در فصل بهار وسعت آن افزایش یافته اما در فصول خشک سال به دلیل افزایش تبخیر سطحی و مصرف آب آن توسط دامها و کشاورزان از وسعت آن کاسته می‌شود. بررسی بوم‌شناسی طبیعی قالغانلو نشان از وجود یک اکوسیستم باانواع موجودات آبزی در آن می‌باشد. همچنین این دریاچه مکان خوبی جهت پرورش انواع ماهیان سردآبی به‌شمار می‌رود.

## نگارخانه قالغانلو

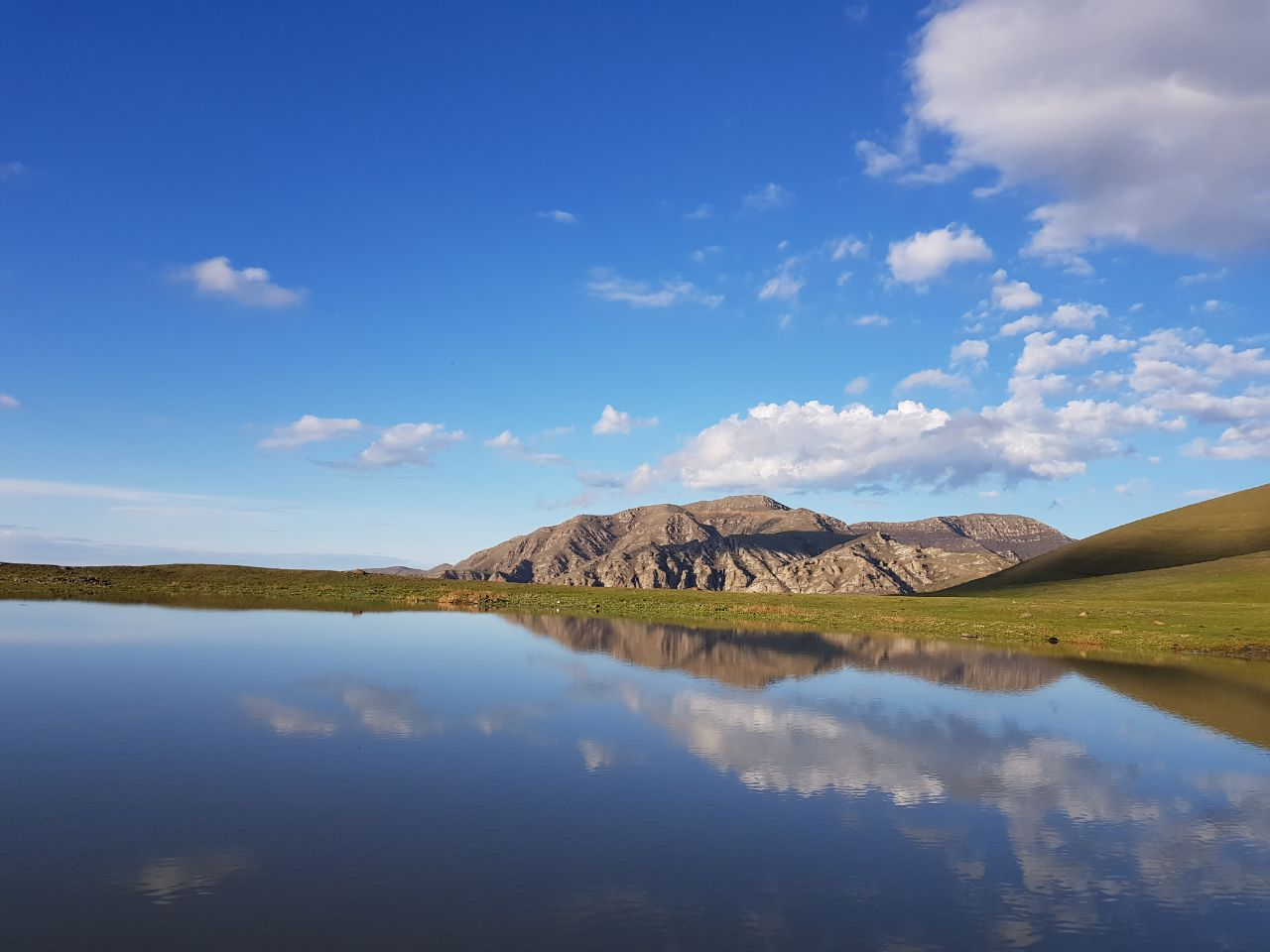
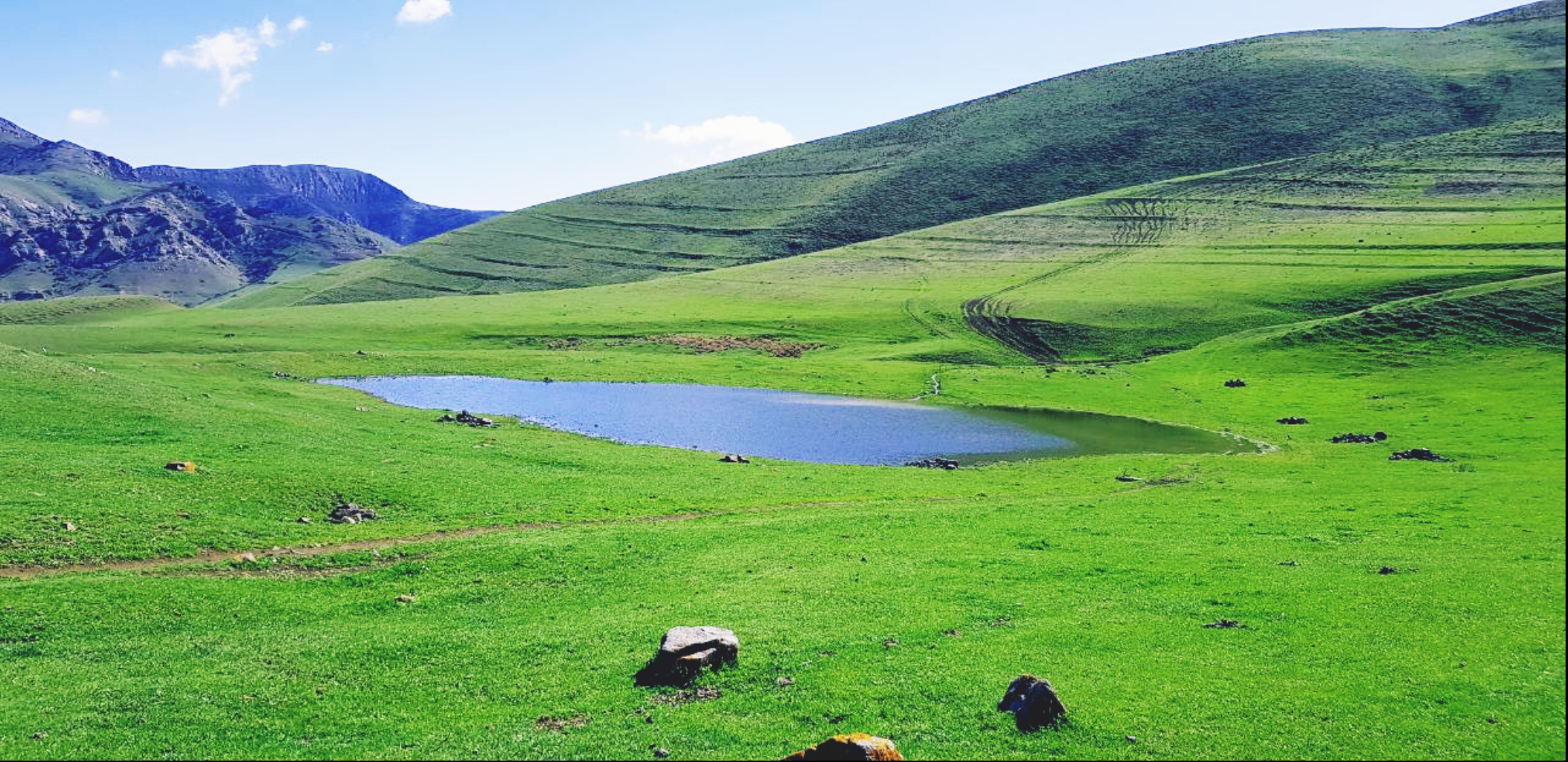
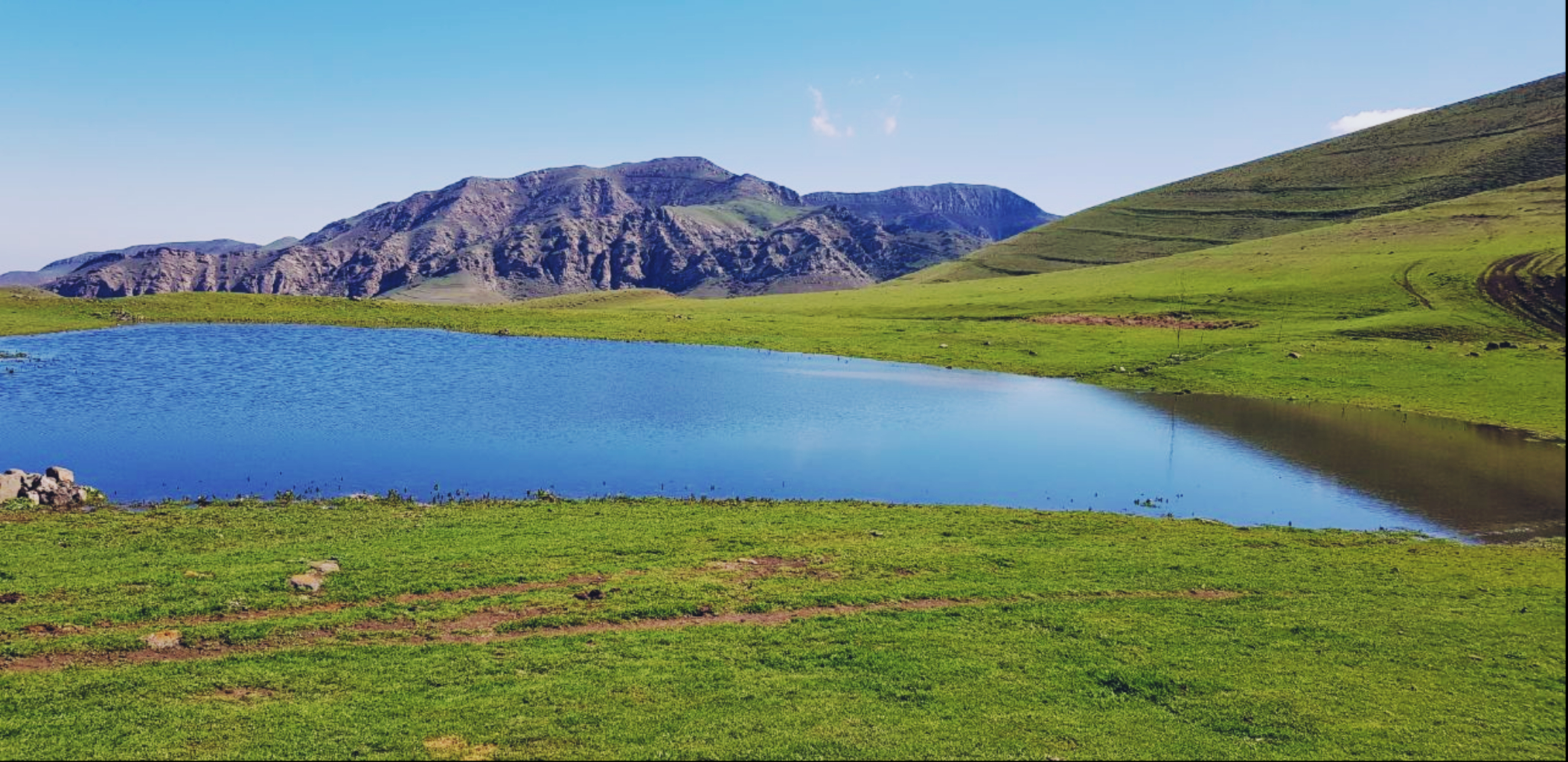
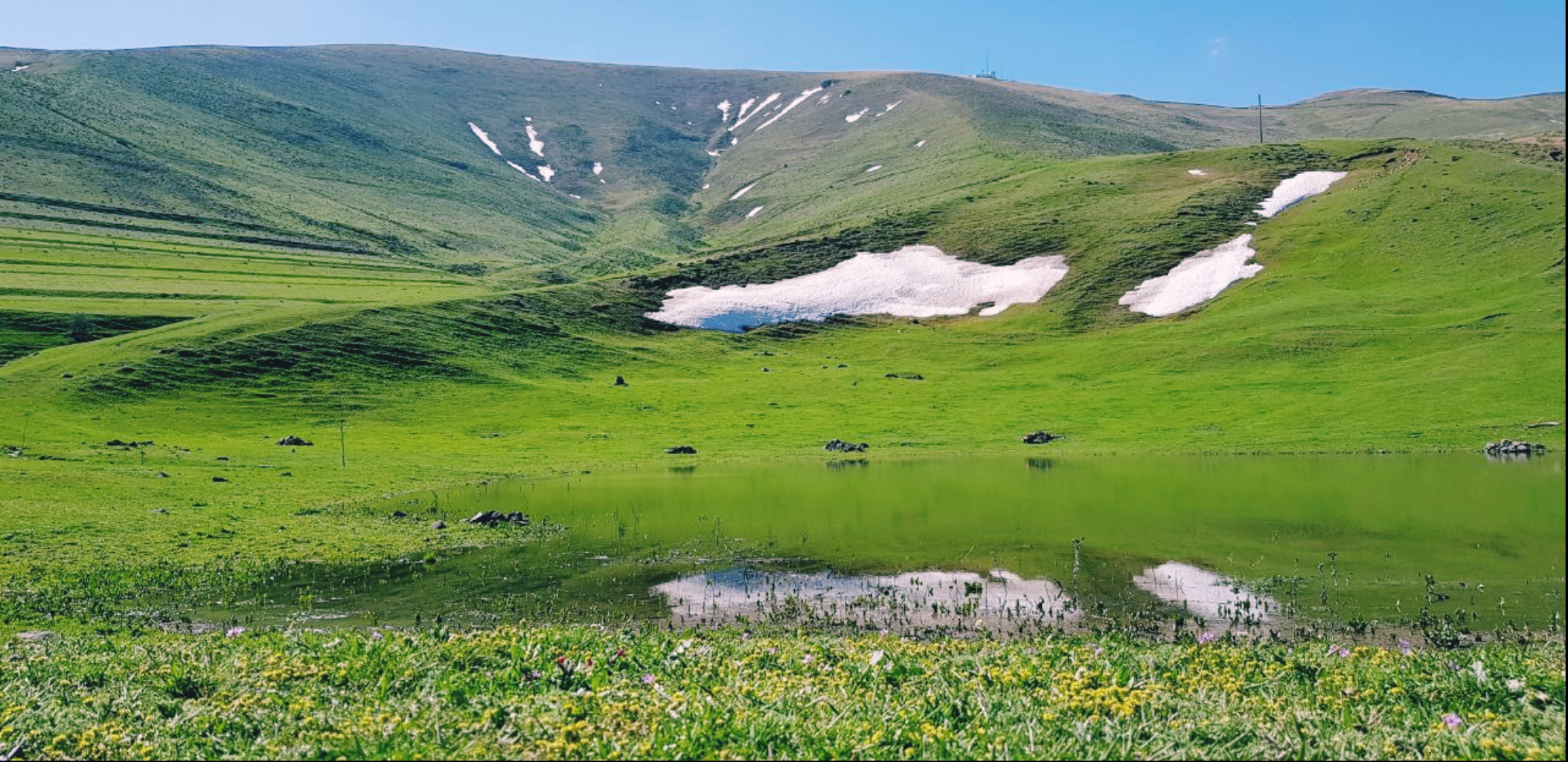
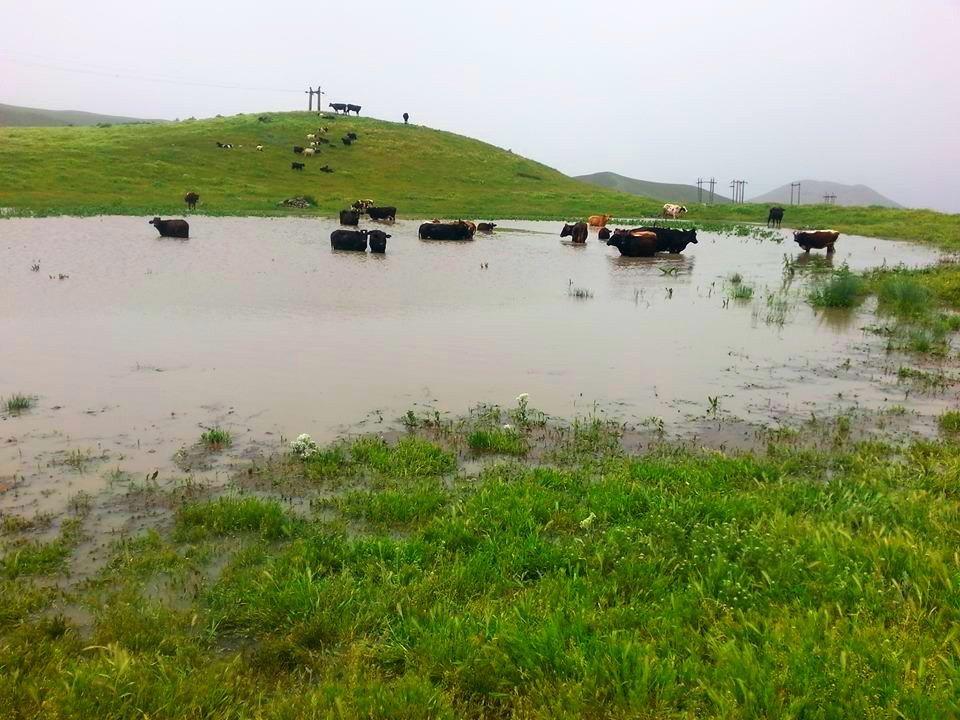
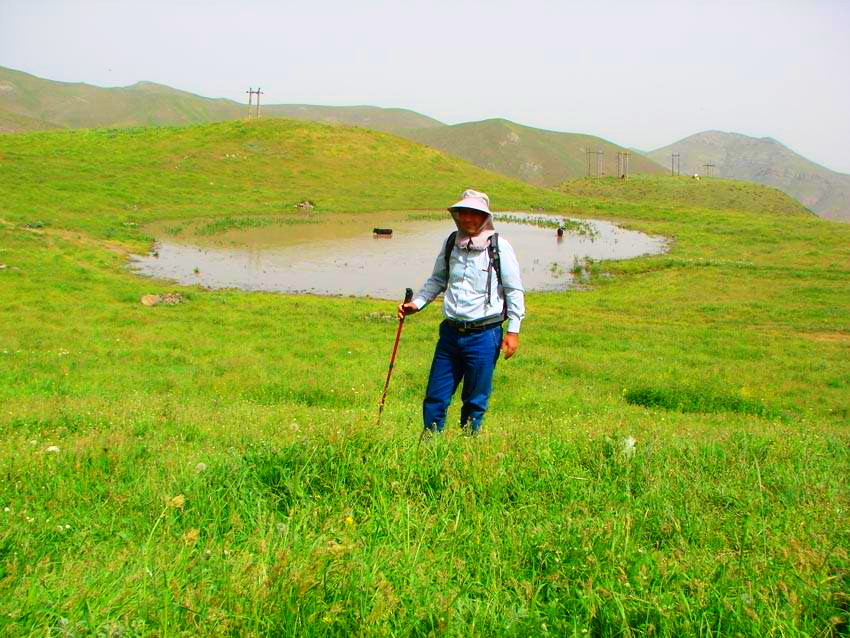
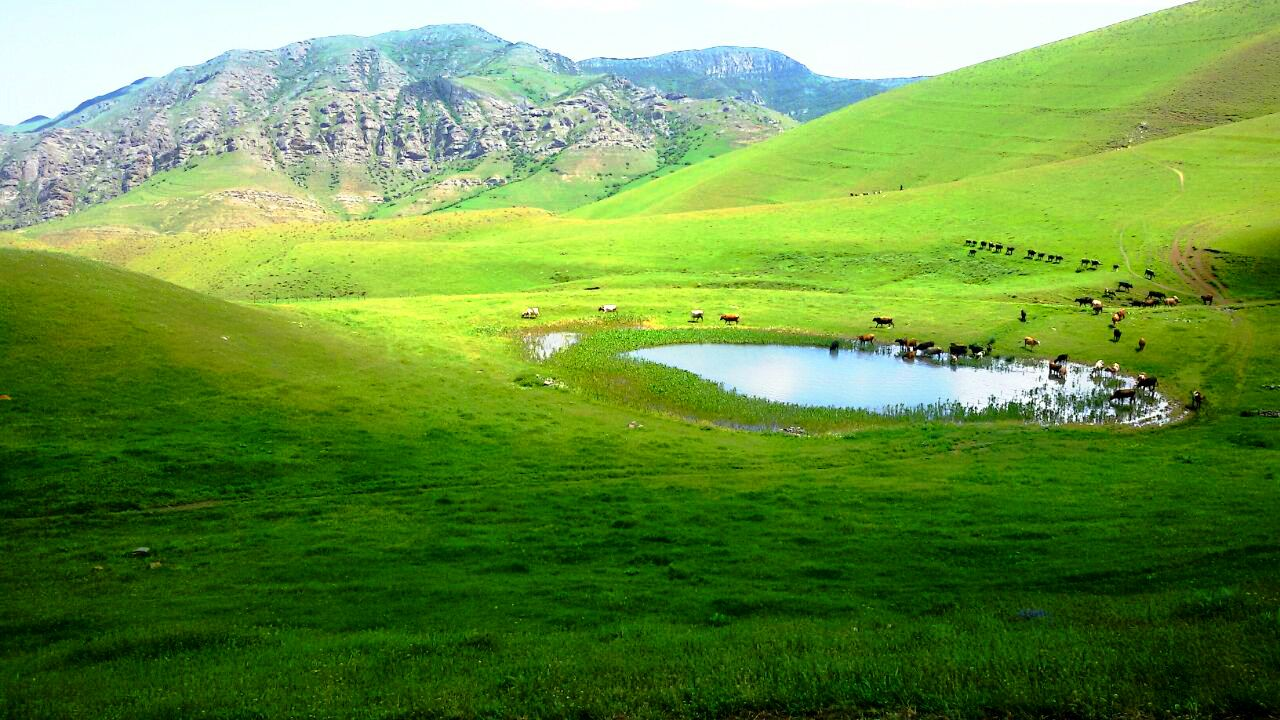

## تصاویر
|  |  |